# 2019 في الأردن
فيما يلي قوائم الأحداث التي وقعت خلال عام 2019 في الأردن.

## سياسة

### يناير
- 14 يناير: الملك عبدالله الثاني يصل إلى بغداد في زيارة رسمية ويلتقي رئيس الوزراء العراقي ورئيس مجلس النواب
- 22 يناير: الأردن يرفع التمثيل الدبلوماسي في سوريا ويعين قائم بالأعمال بدمشق.[2]

### فبراير
- 28 فبراير انعقاد مؤتمر لندن لدعم جهود الأردن وخططها في تحقيق النمو والإصلاح [3]

### مارس
- 25 مارس: الملك يلغي زيارته لرومانيا بسبب قرار الحكومة الرومانية بنقل سفارتها إلى القدس.[4]

### أغسطس
- 29 أغسطس: قطر تعيّن سفيرا فوق العادة مفوضا لدى الأردن [5]

### نوفيمبر
- 10 نوفيمبر: الأردن يعلن فرض سيادته الكاملة على منطقتي الباقورة والغمر.[6]

## أحداث

### يناير
- 22 كانون الثاني: صدور الإرادة الملكية بالموافقة على إجراء التعديل الثاني على حكومة عمر الرزاز

### فبراير
- 15 فبراير: انطلاق أول مسيرة للمتعطلين عن العمل من العقبة امام الديوان الملكي وتلاها بعد ذلك مسيرات من عدد من المحافظات.
- 27:28 فبراير: منخفض جوي مصنّف من الدرجة الرابعة،[7] جلب معه تساقط غزير للإمطار في مختلف المحافظات،[8] وأدى إلى غرق الشوارع والمحلات التجارية، وخسائر مختلفة في الممتلكات والبنية التحتية.[9][10][11]

### مارس
- 01 مارس: سد الملك طلال يمتلئ بالكامل لأول مرة منذ أربعة عقود بسبب التساقط الغزير للأمطار.[12][13]
- 11 مارس: عودة 3 أردنيين كانوا محتجزين في إيران.[14]
- 15—16 مارس: أربعة ضحايا أردنيين في حادثة الهجوم على مسجدي نيوزيلندا.[15]
- 19 مارس: إعلان نتائج انتخابات نقابة المعلمين.[16]
- 20 مارس: الأردن يوقع على ميثاق المجموعة العربية للتعاون الفضائي.[17]
- 22 مارس: تشييع جثامين 4 ضحايا أردنيين في حادثة الهجوم على مسجدي نيوزيلندا وذلك بعد صلاة الجمعة في نيوزيلندا.[18]

### مايو
- 01 مايو: إرادة ملكية بتعيين اللواء أحمد حسني مديرا عاما لدائرة المخابرات العامة [19]

### يونيو
- 09 يونيو: احتفالات تعم الأردن بمناسبة مرور عشرين عام على تولي الملك عبد الله الثاني سلطاته الدستورية

### يوليو
- 24 يوليو: إرادة ملكية بتعيين اللواء يوسف الحنيطي رئيسا لهيئة الأركان المشتركة [20]

### أغسطس
- 03 أغسطس: إلغاء تصوير فيلم «جابر» في الأردن بسبب ما تردد عن احتوائه على مغالطات تاريخية تزعم أحقية اليهود في جنوب الأردن. [21]
- 31 أغسطس: بدء تحميل أولى شحنات نفط العراق المصدر إلى الأردن [22]

### أوكتوبر
- 28 أوكتوبر: قبول استقالة وزير التربية وليد المعاني وتكليف مبارك أبو يامين بإدارة وزارتي التربية والتعليم والتعليم العالي [23]

### سيبتمبر
- 08 سيبتمبر: نقابة المعلمين تبدأ اضرابها المفتوح عن العمل في جميع مدارس المملكة بسبب رفض الحكومة منحهم علاوة 50% على الراتب الأساسي
- 15 سيبتمبر: محكمة الجنايات الكبرى تُجري أول محاكمة عن بُعد [24]

### نوفيمبر
- 06 نوفيمبر: الاسيران الأردنيان لدى الاحتلال هبة اللبدي وعبد الرحمن مرعي يعودان إلى الأردن.[25]
- 06 نوفيمبر: طعن 8 اشخاص في محافظة جرش منهم رجال امن ودليل سياحي ومجموعة من السياح الاجانب والقبض على الفاعل [26]
- 10 نوفيمبر: الملك يلقي خطاب العرش السامي ويوجه الحكومة لإعادة النظر بسلم الرواتب والضرائب والجمارك
- 21 نوفيمبر: البتراء تحتفل ولأول مرة في تاريخها بزائرها المليون [27]
- 25 نوفيمبر: أربع هزات ارضية تضرب منطقة البحر الميت [28]

### ديسيمبر
- 01 ديسيمبر: محكمة أمن الدولة تبدأ محاكمة المتسلل الصهيوني كونستانتين كوتوف الذي تسلل إلى أراضي الأردن.[29]
- 08 ديسيمبر: مجلس النواب يمنح الإذن بمحاكمة الوزيرين السابقين طاهر الشخشير وسامي هلسة ويرفض رفع الحصانة عن غازي الهواملة وصداح الحباشنة [30]
- 16 ديسيمبر: الملك يوجه الحكومة بالسير الفوري بدمج مديريتي الدرك والدفاع المدني ضمن مديرية الأمن العام[31]

## رياضة
- 06 يناير: شارك المنتخب الأردني لكرة القدم في أول مباراة له ضمن بطولة كأس أمم آسيا 2019 في الإمارات.[32]
- 20 يناير: انتهت مشاركة المنتخب الأردني ضمن البطولة بعد خسارته في دور الـ 16.[33]
- 24 فبراير: منتخب السلة يتأهل إلى نهائيات كأس العالم التي تقام في الصين صيف العام الحالي. تعتبر المرة الثانية التي يتأهل فيها لكأس العالم.[34]
- 23 مارس: المنتخب الأردني لكرة القدم يبدأ مشاركته في بطولة الصداقة الدولية 2019 في العراق ويلاقي المنتخب السوري.[35]

## وفيات
- 12 يناير: كمال المحيسن - فنان الأردني [36]
- 14 يناير: عثمان برجوس - ملاكم [37]
- 20 يناير: جواد حديد - وزير أسبق وعضو مجلس الأعيان[38]
- 22 يناير: فوّاز أبو الغنم وزير أسبق وسفير الأردن في مصر واليونان والمغرب [39]
- 15 فبراير: هشام غرايبة وزير البيئة الاسبق [40]
- 26 فبراير: صالح عربيّات كاتب صحفي عن عمر 40 عاما.[41]
- 02 مارس: الممثل الأردني نبيل المشيني عن عمر 79 عاما، المعروف بـ أبو عواد.[42]
- 09 مارس: الممثل الأردني سعد الدين عطية عن عمر 60 عاما.[43]
- 13 مارس: أحمد العقايلة وزير سابق.[44]
- 15، 16 مارس: أربعة ضحايا أردنيين في حادثة الهجوم على مسجدي نيوزيلندا هم: 1: عبد الفتاح قاسم إبراهيم قاسم، 2: علي محمود عبد الله المدني، 3: عطا محمد عطا عليان، 4: كامل «محمد كمال» كامل درويش.[45]
- 21 أبريل: طارق مصاروة - وزير الثقافة الاسبق [46]
- 26 أبريل: عبد اللطيف عربيات - سياسي أردني وقيادي إسلامي [47]
- 17 مايو: هيفاء احمد العنبتاوي - جدة الملكة رانيا العبد الله [48]
- 11 يوليو: عدنان شهاب - مطرب [49]
- 30 أغسطس: أحمد الحجايا - نقيب المعلمين [50]
- 19 نوفيمبر: سلوى حداد - مذيعة وإعلامية [51]
- 01 ديسيمبر: مصطفى القيسي - وزير الدولة لشؤون رئاسة الوزراء ومدير المخابرات العامّة الأسبق.[52]